# Chokladfestivalen
Chokladfestivalen på Nordiska museet i Stockholm har funnits sedan 2002. Arrangörer är konditorerna Magnus Johansson och Tony Olsson i samarbete med Nordiska museet. Deras vision är att festivalen ska lära besökarna mer om kvalitetschoklad. År 2011 kom 15 400 besökare till den tre dagar långa chokladfestivalen.

## Historik
Magnus Johansson fick idén till en svensk chokladfestival efter att ha besökt chokladfestivalen i Paris 1994. År 2002 genomförde han och konditorkollegan Tony Olsson Sveriges första chokladfestival tillsammans med Nordiska museet. Den första festivalen pågick under en dag och fick 4 500 besökare. Numera pågår festivalen i tre dagar och besöks av mellan 15 000 och 17 000 personer per år.

## Evenemang på festivalen
På Chokladfestivalen anordnas varje år olika aktiviteter. Stommen är en chokladmarknad där några av landets chokladproducenter ställer ut sina varor samt har provsmakning och försäljning. Chokladfestivalen utgör också arena för tävlingen Årets Konditor där fem finalister gör upp om titeln på festivalens scen. Det anordnas också chokladdemonstrationer, föredrag och Kladdkakeracet, en tävling för barn från 10–14 år. 

## Arrangörer
Magnus Johansson driver sitt eget konditori Magnus Johansson Bageri & Konditori. Han är även konsult och utbildar kockar och konditorer inom bröd, choklad och desserter. Tidigare har han drivit chokladbistron Xoko samt varit chefskonditor på Operakällaren, Berns och Vete-katten. I över tio år har Magnus Johansson ansvarat för desserten till Nobelbanketten. 
Tony Olsson är teknisk produktchef på KåKå AB. Tidigare har han varit chefskonditor på bland annat Café Gateau och Tössebageriet. 1993 blev Tony Olsson Årets Konditor.

## Chokladfestivalen i Perugia
Världens första chokladfestival, Eurochocolate, anordnades i Perugia i Italien 1993. Perugias konditorer var missnöjda med chokladutbudet och beslöt sig för att hylla fin kvalitetschoklad med en egen festival. Eurochocolate anordnas fortfarande under en vecka varje år. Idén har spridit sig till många andra länder och numera har städer som Paris, New York, Barcelona och Stockholm sina egna chokladfestivaler.